# عبدالملک بن مروان بن موسی بن نصیر
عبدالملک بن مروان بن موسی بن نصیر (انگلیسی: Abd al-Malik ibn Marwan ibn Musa ibn Nusayr) آخرین فرمانروای مصر در دوران خلافت اموی بود.